# Revolutionärt socialistiskt alternativ
Revolutionärt socialistiskt alternativ (spanska: Alternativa Socialista Revolucionaria) är ett trotskist politiskt parti i Bolivia. Partiet ingår i Kommittén för en arbetarinternational.